# O Momento da Verdade
O Momento da Verdade é a adaptação portuguesa do colombiano "Nada más que la verdad" (Nada mais que a verdade), apresentado por Teresa Guilherme. Este formato já foi vendido para mais de 25 estações de televisão em todo o Mundo, sendo um sucesso.
Em Portugal, a primeira temporada estreou no dia 9 de Setembro de 2008, às 22:35, na SIC. O primeiro concorrente era Luís Miguel Carvalho e levava como acompanhantes a sua companheira Márcia, o seu irmão e o seu melhor amigo.

## Formato
O programa desafia o participante a responder a perguntas relacionadas com a sua vida pessoal, sendo apurada a verdade pelo recurso a um polígrafo (detector de mentiras). Antes da gravação do programa, o polígrafo é utilizado para confirmar a veracidade das respostas que são dadas pelos participantes. São propostas 50 questões, e daí selecionadas 21 para novamente serem respondidas no estúdio, sendo de respeito à produtora (CBV Produções Televisivas) declarar, pela análise do polígrafo, se a resposta é verdadeira ou falsa. Aquele que conseguir responder a todas as perguntas sem mentir uma única vez ganha 250.000 €. No entanto, o jogador pode desistir antes de uma pergunta ser colocada por Teresa Guilherme. Há ainda a hipótese de os acompanhantes do concorrente censurarem uma (apenas uma) questão, por motivos que cabe aos próprios definir (ser demasiado forte para ser respondida, por exemplo). De seguida, é colocada outra pergunta, em substituição à censurada, que pode ser mais forte ou mais leve.

## Episódios
O primeiro episódio estreou no dia 9 de Setembro de 2008, às 22:35. Ficou em segundo lugar no horário, combatendo directamente com A Outra da TVI. Conseguiu 9,3% de rating e 24,4% de share

### Episódio 1
Luís Miguel Carvalho é militar e tem 27 anos. Vive em união de facto com Márcia e tem uma filha de oito anos, chamada Beatriz. No programa, fez-se acompanhar por Márcia, pelo seu melhor amigo, Ricardo, e pelo irmão, João. Ficou-se pela 18ª pergunta, levando 25,000 euros. Uma das perguntas, "Desde que está com a Márcia já teve relações sexuais com mais de 15 mulheres?", foi censurada por Ricardo, utilizando um recurso do concurso. Na estreia, O Momento da Verdade conseguiu 9,3% de rating e 24,4% de share, tendo ficado em 9º lugar nos programas mais vistos naquele dia.

### Episódio 2
O segundo episódio de O Momento da Verdade foi o quarto programa mais visto do dia, e o mais visto da SIC, com 12.5% de audiência média e 29% de quota de espectadores.

## Versões Internacionais
| País           | Nome                                                                            | Apresentador          | Canal         | Estreia                | Prémio          |
| -------------- | ------------------------------------------------------------------------------- | --------------------- | ------------- | ---------------------- | --------------- |
| Alemanha       | Die Wahrheit und nichts als die Wahrheit (A verdade e nada mais que a verdade)  | Christoph Bauer       | RTL 2         | 2008                   |                 |
| Brasil         | Nada Além da Verdade                                                            | Silvio Santos/Ratinho | SBT           | 20 de Janeiro de 2008  | R$100.000,00    |
| Bulgária       | Цената на истината (O valor da verdade)                                         | Vitomir Saraivanov    | NOVA          | 9 de Setembro de 2009  | 200 000 lev     |
| Bulgária       | Big Brother Family: Цената на истината (Big Brother Family: O valor da verdade) | Vitomir Saraivanov    | NOVA          | 3 de Abril de 2010     | 50 000 lev      |
| Chéquia        | Nic než pravda (Nada mais que a verdade)                                        | Petr Šiška            | TV Prima      | 25 de Setembro de 2008 | 5,000,000 Kč    |
| Colômbia       | Nada más que la verdad (Nada mais que a verdade)                                | Jorge Alfredo Vargas  | Canal Caracol | 23 de Maio de 2007     | COL$100,000,000 |
| Croácia        | Trenutak istine (O momento da verdade)                                          | Jasna Nanut           | Nova TV       | Setembro, 2008         | 500,000 HRK     |
| Espanha        | El juego de tu vida (O jogo da tua vida)                                        | Emma García           | Telecinco     | 2 de Abril de 2008     | €100,000        |
| Estados Unidos | The Moment of Truth (O momento da verdade)                                      | Mark L. Walberg       | FOX           | 23 de Janeiro de 2008  | $500,000        |
| Hungria        | Az Igazság Ára (O Preço da verdade)                                             | Gabriella Jakupcsek   | TV2           | 5 de Março de 2008     | 20,000,000 ft   |
| Inglaterra     | Nothing But the Truth (Nada mais que a verdade)                                 | Jerry Springer        | Sky One       | 10 de Novembro de 2007 | £50,000         |
| Israel         | הפוליגרף (O polígrafo)                                                          | Gadi Sukenik          | Channel 2     | 9 de Julho de 2008     | ₪1,000,000      |
| Itália         | Il momento della verità (O momento da verdade)                                  | Paola Perego          | Italia 1      | 12 de Junho de 2008    | €250,000        |
| Portugal       | O Momento da Verdade                                                            | Teresa Guilherme      | SIC           | 9 de Setembro de 2008  | €250,000        |
| Suécia         | Sanningens ögonblick (O momento da verdade)                                     | Pontus Gårdinger      | Kanal 5       | 20 de Abril de 2008    | 500,000 SEK     |